# Konrad Lechner (Abt)
Konrad Lechner (* 26. Januar 1901 in Thaur; † 1. März 1994) war 55. Propst und 14. lateranensischer Abt des Augustiner-Chorherren-Klosters Neustift in Südtirol 1965–1969.

## Leben
Konrad Lechner wurde als erster Sohn von Josef und Theresa Lechner geb. Felderer am 26. Januar 1901 in Thaur geboren und auf den Namen Albuin getauft. Die Eltern kauften 1918 den Gasthof Schützenwirt (ehemals Lochwirt Haus Nr. 23) in der Dörferstrasse 11. Weitere Geschwister waren Franz Lechner (1919–1944 vermisst) und Wilhelm Lechner (1909–1998). Die Jugendzeit verbrachte er in Thaur und legte die Matura im Franziskanergymnasium in Solbad Hall (heute Hall in Tirol) ab. Seit dieser Zeit war er auch bei der Studentenverbindung KÖStV Sternkorona Hall im MKV. Albuin Lechner trat 1918 in das Augustiner Chorherrenstift Neustift/Brixen ein, wo er sich für den Namen „Konrad“ entschied. 1924 erfolgte die Priesterweihe in Brixen Nach einigen Jahren als Kooperator in Assling (Osttirol) war er Lehrer an der Stiftsschule, Pfarrer in Neustift und 23 Jahre Stiftsverwalter. 1965 wurde er zum Propst gewählt und zum Abt benediziert. 1969 übergab er sein Amt an Chrysostomus Giner.
Abt Konrad war ein begeisterter „Krippeler“. Seine Vision war zeitlebens, dass in jeder Familie eine Krippe stehen soll. So forschte und entwickelte er verschiedenste Methoden zum Erstellen von Krippenfiguren. Er entwarf Modelle zum Gießen von Köpfen sowie Hände und Füße. Als studierter Biologe entwickelte er maßgeblich die Haltbarkeit von Pflanzen im Bereich des Krippenbaues. Vieles seiner „Geheimnisse“ wurden verschriftlicht und als Büchlein veröffentlicht.
Abt Konrad war auch ein großer Verehrer des „Heiligen Romedius“. Er recherchierte die Geschichte des Dorfheiligen von Thaur und hat darüber auch geschrieben.
Im hohen Alter verlor er die Sehkraft und sein Gesundheitszustand verschlechterte sich, bis er schließlich am 1. März 1994 im Kloster Neustift verstarb. Viele Abordnungen von Thaur und Vahrn gaben ihm sein letztes Geleit.

## Ehrungen
- Ehrenbürger von Vahrn und Thaur
- Ehrenzeichen des Landes Tirol